# Delta Caeli
Delta Caeli (δ Caeli, förkortad Delta Cae, δ Cae), som är stjärnans Bayer-beteckning, är en ensam stjärna i sydvästra delen av stjärnbilden Gravstickeln. Den har en magnitud av 5,06 och är synlig för blotta ögat där ljusföroreningar ej förekommer. Baserat på parallaxmätning inom Hipparcosuppdraget på ca 4,6 mas, beräknas den befinna sig på ett avstånd av ca 700 ljusår (216 parsek) från solen. På det beräknade avståndet minskar dess skenbara magnitud med 0,13 enheter beroende på en skymningsfaktor genom interstellärt stoft.

## Egenskaper
Delta Caeli är en blå till vit underjättestjärna av spektralklass B2 IV-V, vilket anger att spektret visar blandade egenskaper hos en underjätte och en stjärna i huvudserien. Den har en massa som är 7 - 8 gånger solens massa, en radie som är ca 3,9 gånger solens radie och avger ca 2 600 gånger mer energi än solen från dess fotosfär vid en effektiv temperatur på ca 21 100 K.